# Robert Gesink
Robert Gesink (nascido a 31 de maio de 1986 em Varsseveld) é um ciclista profissional neerlandês membro da equipa Jumbo-Visma. Com umas grandes condições para a montanha, Gesink estava considerado como um dos ciclistas com maior futuro do pelotão internacional, ainda que as lesões não lhe deixaram render ao máximo nível.
Com sozinho 21 anos em 2007 Gesink demonstrou suas qualidades adjudicando-se a classificação dos jovens no Volta a Califórnia e conseguindo um meritório quinto posto na Volta à Alemanha e um segundo no Volta à Polónia.
Em 2008 foi quando Gesink terminou de explodir: ganhou uma etapa no Volta à Califórnia, bem como a etapa rainha da Paris-Nice, na que finalizaria em quarta posição na geral e líder da classificação dos jovens. Finalizou quarto na Flecha Valona e mais tarde finalizaria quarto também no prestigioso Dauphiné Libéré. Apesar de não ser selecionado pela sua equipa para o Tour de France, Gesink sim o foi para os Jogos Olímpicos, e conseguiria uma meritória décima posição na prova em estrada.

## Biografia

### Ciclismo juvenil e aficionado
Em 2004 conseguiu vencer nos campeonatos nacionais de Países Baixos sub-19 na disciplina de contrarrelógio. Ademais nesse mesmo ano nos campeonatos mundiais juvenis em Verona finalizou oitavo na contrarrelógio individual e sexto na prova em estrada.

### Ciclismo profissional

#### Estreia: 2005-2006
Em 2005 estreia com a modesta equipa neerlandêsa Team Löwik Meubelen-Van Losser Installatiegroep onde não conseguiu nenhum resultado destacável.
Em 2006 uniu-se à disciplina da equipa Rabobank Continental, finalizando esse mesmo ano terceiro na Volta ao Algarve; e ganhando a classificação geral, bem como a terceira etapa, da Settimana Ciclistica Lombarda. Sendo uma semana depois quarto na Rund um Köln. Também ganhou a geral e uma etapa do Circuito Montanhês e ficou segundo no Tour de l'Avenir.
Ainda que num princípio tinha assinado por dois anos com Rabobank Continental Theo de Rooij, diretor da equipa, decidiu unir à disciplina da primeira equipa face ao ano 2007.

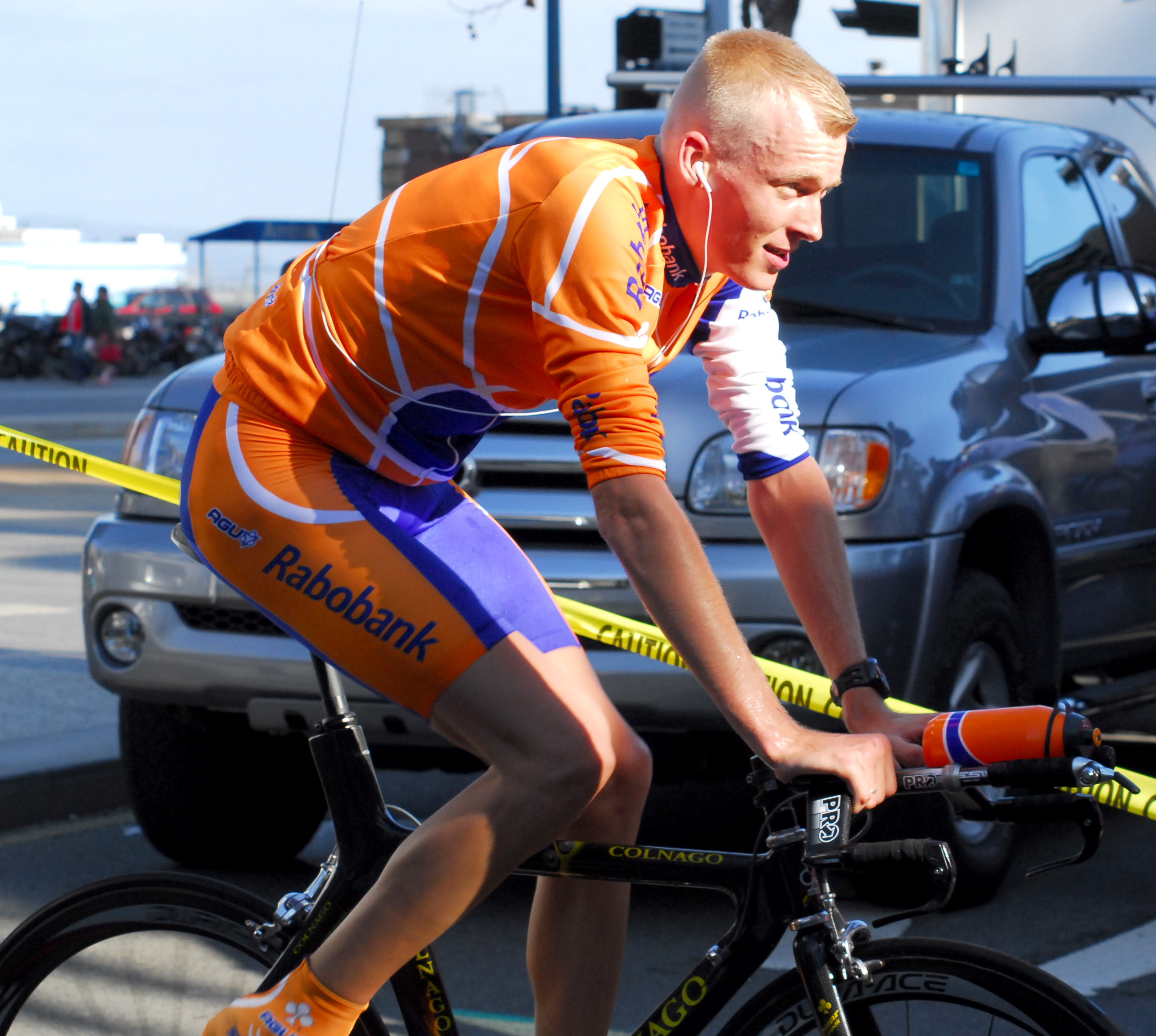
Robert Gesink

#### 2007
Em seu terceiro ano como profissional surpreendeu se levando o camisola dos jovens no Volta a Califórnia. Acabou nono na Flecha Valona, sua primeira corrida do UCI ProTour, e calcula-se que fez a ascensão mais rápida ao Muro de Huy. Após conseguir bons resultados no Volta à Romandia no que venceu seu colega Thomas Dekker, conseguiu ao fim sua primeira vitória como profissional na etapa rainha da Volta à Bélgica. Na Clássica de San Sebastián ficou cerca dos dez primeiros e conseguiu ser quinto na Volta à Alemanha e segundo no Volta à Polónia. Esse ano foi seleccionado para o mundial de ciclismo em estrada, entrando numa escapada e abandonando finalmente na última volta.

#### 2008
Em seu quarto ano profissional mostrou uma clara progressão, vencendo na etapa rainha do Volta a Califórnia, na que só Levi Leipheimer conseguiu aguentar seu ritmo até linha de meta. Nesta prova acabou nono, levando-se o camisola dos jovens. Depois desta prova participou na Paris-Nice onde conseguiu uma segunda posição na etapa com final em Mont Ventoux, finalizou a prova na quarta posição geral a 51 segundos de Davide Rebellin, sendo primeiro dos jovens e inclusive iendo de líder ainda que na penúltima etapa perdeu o camisola de líder em favor do italiano dado já que não pôde seguir seu ritmo no Col de Tanneron e baixou este porto com excessiva prudência. Finalmente completou o tríptico das Ardenas terminando quarto na Flecha Valona. Apesar de não participar no Tour de France terminou quarto na Dauphiné Libéré. Nos Jogos Olímpicos terminou décimo tanto na prova no rota como na de contrarrelógio (precisamente o mesmo já que também obteve no Mundial de Ciclismo em Estrada ao finalizar a temporada).

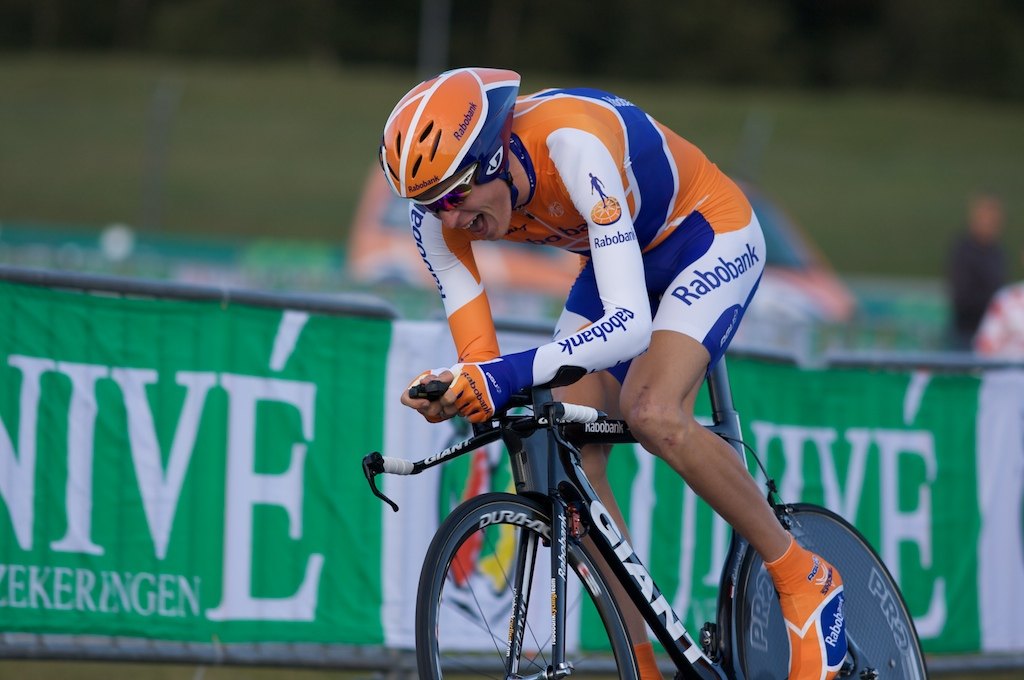
Robert Gesink na Volta a Espanha de 2009

Em seu primeiro aparecimento numa das Grandes Voltas, na Volta a Espanha, demonstrou suas aptidões acabando sexto no Angliru e quarto na etapa com final na estação de esqui de Fontes de Inverno. Finalizou a prova em sétima posição.

#### 2009
Em seu início de temporada conseguiu vencer na classificação dos jovens do Volta à Califórnia. Ademais nos primeiros meses da temporada foi sétimo na Volta ao País Basco e terceiro na Amstel Gold Race. Em seu grande objetivo da temporada, o Tour de France, teve que retirar por causa de uma queda na quinta etapa. Depois desta queda, o neerlandês preparou-se a consciência a Volta a Espanha, na qual esteve sempre entre os 4 primeiros junto a Alejandro Valverde, Ivan Basso, Cadel Evans e Samuel Sánchez. Teve uma forte queda a duas etapas do final, ainda assim conseguiu terminar a Volta em sexta posição e culminou a temporada ganhando o Giro d'Emilia.

#### 2010
Com o Tour de France novamente como objetivo, ganhou uma etapa da Volta à Suíça e no a Grand Boucle teve uma destacada actuação. Conseguiu localizar-se nas primeiras posições nas etapas com final em Morzine-Avoriaz (3.º), Ax-3 Domaines (6.º) e o Col du Tourmalet (7.º) localizando-se finalmente 6.º na classificação geral e 2.º na dos jovens. No final da temporada ganhou o primeiro Grande Prêmio de Montreal e repetiu no Giro d'Emilia.

#### 2011
No início da temporada de 2011 obteve bons resultados com a vitória no Tour de Omã, além de ser 2.º no Tirreno-Adriático e 3.º na Volta ao País Basco, mas não teve uma boa actuação no Tour de France, perdendo em todas as etapas de montanha vários minutos, culminando na posição 33.ª a mais de uma hora de Cadel Evans. Em setembro recuperou o nível e foi 2.º no Grande Prêmio de Quebec sendo superado por escassa margem por Philippe Gilbert e poucos dias depois, num treinamento que realizava como preparação para o Campeonato Mundial de Ciclismo, sofreu uma queda se fraturando o fémur, com o qual não pôde participar e se perdeu o resto da temporada.

#### 2012
Cinco meses após a fratura, em fevereiro retornou à atividade na Volta à Andaluzia, corrida na que culminou em 11.º posição. Posteriormente, em março atingiu o 8.º lugar na classificação da Volta a Múrcia.
Em maio, chegou a Volta à Califórnia como chefe de fileiras e depois de ganhar a etapa rainha, ficou com a classificação geral.
Abandonou no Tour de France, mas na Volta a Espanha conseguiu um meritório 6.º posto na geral, por trás de enormes nomes como Froome, Contador ou Valverde.

#### 2013
Chega o 2013 , e com o um Gesink decidido a explodir por fim e passar de ser uma promessa a uma realidade, algo que nunca tem podido fazer. Neste ano tinha como objetivo o Giro d'Italia, mas ao chegar ao giro dececiona rapidamente na etapa 10 com final no Altopiano do Montasio e mais tarde desfalece de novo mas na etapa 14 com final em Bardonecchia perdendo minutos e suas opções de pódio, finalmente abandona o giro na etapa 20.ª.
No Tour de France já não chega como líder da equipa sinão como gregário para Bauke Mollema.
Para acabar sua temporada, conquistou o Grande Prêmio de Quebec.

#### 2014
Gesink teve um começo prometedor para seu 2014 finalizando tanto no Tour Down Under como no Tour de Omã em quinta posição. A sua temporada no entanto viu-se interrompido por problemas do coração pelos que deveu receber cirurgia, que lhe impediram viajar ao Tour de France. Em mudança, suas esperanças centraram-se para a Volta a Espanha. No entanto, enquanto estava na sétima posição geral na Volta e completando uma grande atuação depois de sua operação, retirou-se antes da etapa 18 para estar com sua mulher grávida que foi hospitalizado.

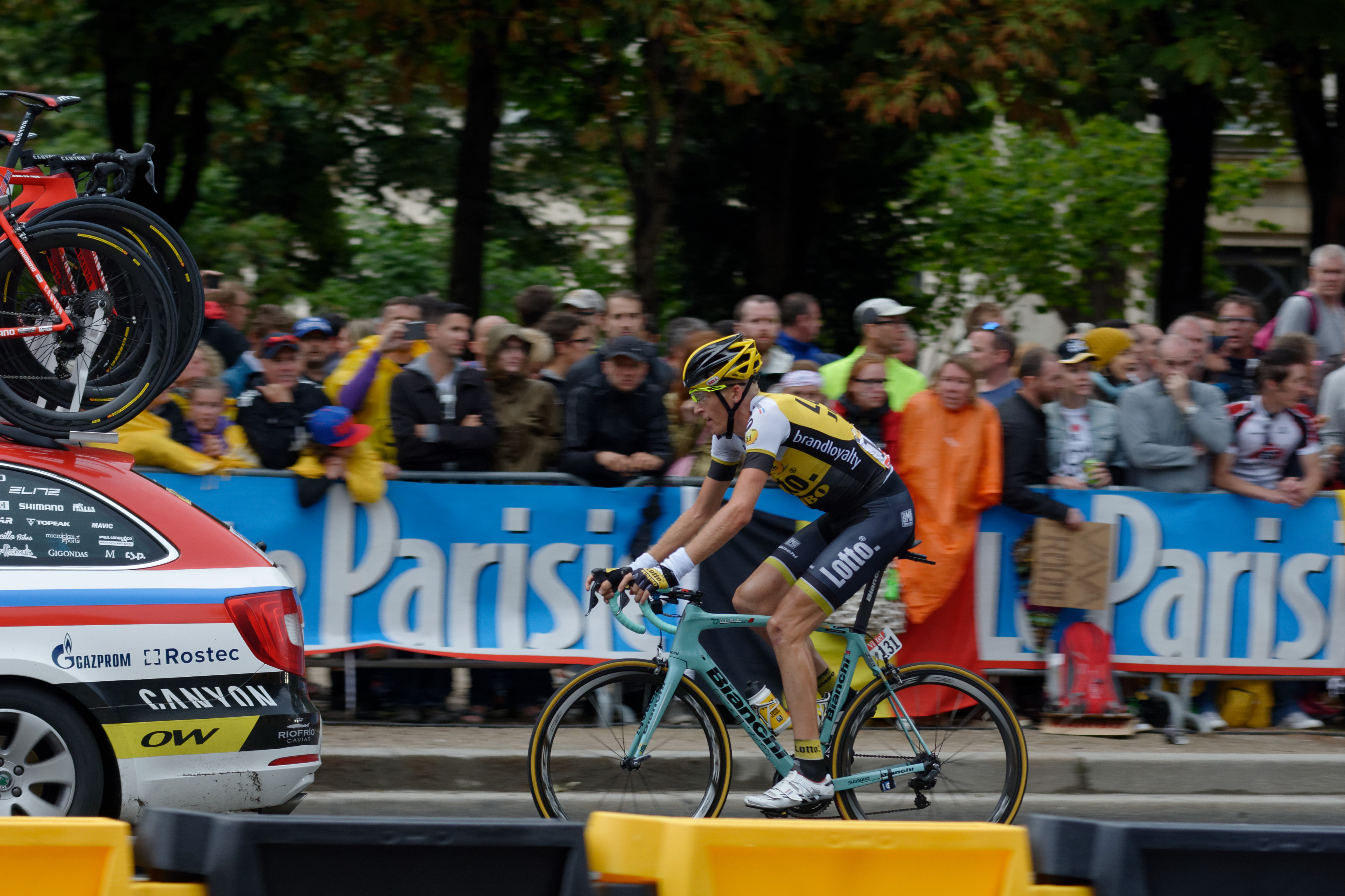
Gesink no Tour de France de 2015

#### 2015
Após ter passado a Volta ao Algarve, Gesink sofreu uma lesão no joelho. Voltou em Flecha Valona para assinar uma colocação 25. Depois correu o Volta à Romandia e terminou em 15.º lugar. A seguir, concentrou-se no Tour de France. Gesink participou no Tour da Suíça em preparação para o Grand Tour e terminou em 9.º lugar sólido. Mas fez ainda melhor na França, onde terminou sexto, justo por trás de grandes nomes como Contador e Nibali, demonstrando que já tinha recuperado sua melhor forma.
Ao final de temporada, conseguiu ganhar uma clássica, a Acht van Chaam.

#### 2016
Conseguiu um décimo-quinto posto na Flecha Valona. Não foi ao Tour já que sua equipa via em melhores condições a Wilco Kelderman, o qual também acabou defraudando.
Participou na Volta a Espanha, onde partia como chefe de fileiras junto com Steven Kruijswijk, mas o abandono deste lhe fez se tomar mais liberdade e meter em várias fugas. Foi segundo nos Lagos de Covadonga, e finalmente conseguiu sua primeira vitória numa Grande Volta na etapa rainha da edição, depois de ganhar na mítica cume do Aubisque.

## Palmarés
| - 2006 - Circuito Montanhês, mais 1 etapa - Settimana Ciclistica Lombarda, mais 1 etapa - 2007 - 1 etapa da Volta à Bélgica - 2008 - 1 etapa do Volta à Califórnia - 2009 - Giro d'Emilia - 2010 - 1 etapa da Volta à Suíça - Grande Prêmio de Montreal - Giro d'Emilia | - 2011 - Tour de Omã, mais 2 etapas - 2012 - Volta à Califórnia, mais 1 etapa - 2013 - Grande Prêmio de Quebec - 2015 - Acht van Chaam - 2016 - 1 etapa da Volta a Espanha - 2017 - 3.º no Campeonato dos Países Baixos Contrarrelógio |

## Resultados em Grandes Voltas e Campeonatos do Mundo
Durante a sua carreira desportiva tem conseguido os seguintes postos nas Grandes Voltas e nos Campeonatos do Mundo em estrada:
| Corrida            | Corrida            | 2005 | 2006 | 2007 | 2008 | 2009 | 2010 | 2011 | 2012 | 2013 | 2014 | 2015 | 2016 | 2017 | 2018 | 2019 | 2020 | 2021 | 2022 |
| ------------------ | ------------------ | ---- | ---- | ---- | ---- | ---- | ---- | ---- | ---- | ---- | ---- | ---- | ---- | ---- | ---- | ---- | ---- | ---- | ---- |
|                    | Giro d'Italia      | —    | —    | —    | —    | —    | —    | —    | —    | Ab.  | —    | —    | —    | —    | 23.º | —    | —    | —    | —    |
|                    | Tour de France     | —    | —    | —    | —    | Ab.  | 5.º  | 33.º | Ab.  | 26.º | —    | 6.º  | —    | Ab.  | 31.º | —    | 42.º | Ab.  | —    |
|                    | Volta a Espanha    | —    | —    | —    | 7.º  | 6.º  | —    | —    | 6.º  | —    | Ab.  | —    | 34.º | —    | —    | 27.º | 35.º | 62.º | —    |
| Mundial em Estrada | Mundial em Estrada | —    | —    | Ab.  | 10.º | 36.º | —    | —    | —    | Ab.  | —    | 91.º | —    | —    | —    | —    | —    | —    | —    |

—: não participa

Ab.: abandono

## Equipas
- Team Löwik Meubelen-Van Losser Installatiegroep (2005)
- Rabobank Continental (2006)
- Rabobank/Alvo/Belkin/Lotto NL/Jumbo (2007-)
  - Rabobank Cycling Team (2007-2012)
  - Blanco Pro Cycling (2013)[20]
  - Belkin-Pro Cycling Team (2013-2014)
  - Team Lotto NL-Jumbo (2015-2018)
  - Team Jumbo-Visma (2019-)